# Aspö, Strängnäs kommun
För andra betydelser, se Aspö.
Aspö är den norra delen av ön Tosterön i Aspö distrikt i Strängnäs kommun och har fått ge namn åt samhället Aspö och Aspö kyrka. Samhället är beläget på cirka 14 kilometers bilavstånd från centrala Strängnäs.

## Historia och sevärdheter

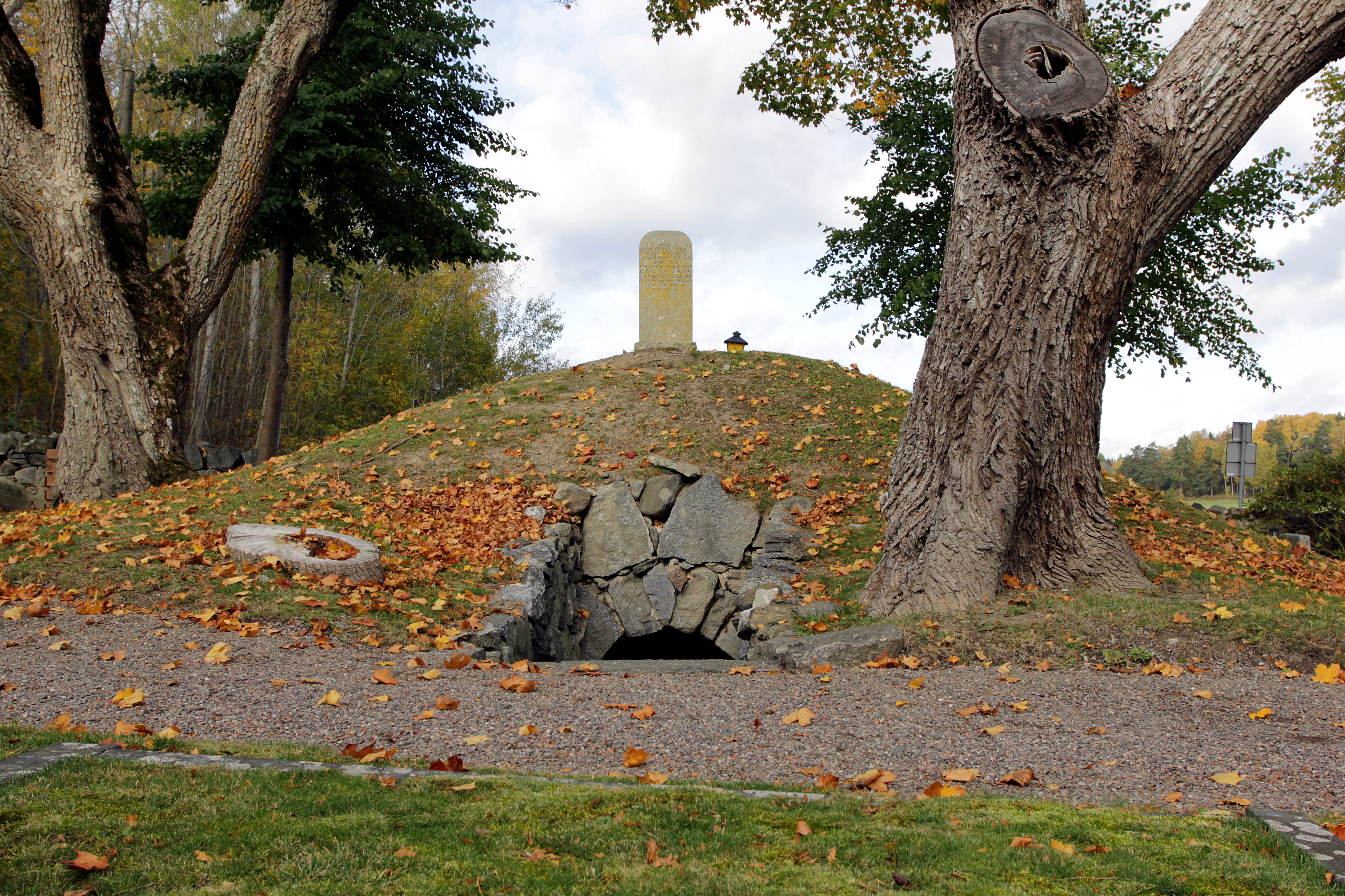
Wrangelska graven vid Aspö kyrka.

I närheten av Aspö kyrka finns runstenen Gislestenen som troligen är från 1000-talets mitt, då vattennivån var i höjd med den. Aspö har även en kombinerad lanthandel och café samt en bygdegård.
I Aspö fanns under 1500- och 1600-talen ett varv där bland annat örlogsskeppet Rikswasa byggdes.[källa behövs]

## Kommunikationer
Regionalbussar går norrut via Märsön mot Enköping och söderut via södra Tosterön och Abborrberget mot Strängnäs. Vissa turer går även österut mot Arnö färjeläge.